# Sana Daja
Sana Daja is een bestuurslaag in het regentschap Pamekasan van de provincie Oost-Java, Indonesië. Sana Daja telt 4564 inwoners (volkstelling 2010).